# Căpreni
Căpreni est une commune roumaine située dans le județ de Gorj.